# 옌차오구

옌차오 구의 위치

옌차오구(한국어: 연소구, 중국어: 燕巢區, 병음: Yàncháo Qū)는 중화민국 가오슝시의 구이다. 넓이는 65.395km2이고, 인구는 2015년 8월 기준으로 30.229명이다.

## 지리
옌차오 구는 북쪽은 톈랴오 구, 강산 구와, 동쪽은 치산 구와, 서쪽은 차오터우 구와 서남쪽은 난쯔 구와, 동남쪽은 다수 구와, 남쪽은 다서 구와 각각 접하고 있다. 지세는 평원에 위치하고 있지만 진흙 화산, 나암, 폭포 등이 점재하는 등 지리 조건은 좋지 않다. 열대 몬순 기후에 속하고 연평균 기온은 23~25°C, 연 강수량은 1,800mm이다.

## 역사
옌차오 구는 옛날에는 평포족의 일파인 마잡도족(馬卡道族) 대걸전사(大傑巔社)의 거주지였다. 옌차오의 옛 이름인 원초(援剿)의 유래에는 두 가지 설이 있는데 하나는 정성공이 후방 부대인 원초중진(援剿中鎮), 원초우진(援剿右鎮)이 이곳으로 이주시켰던 것에서 유래한다고 생각하고 있다. 1920년 타이완의 지방 개편 때 엔소(燕巣)로 개칭하고 엔소 장(燕巣庄)을 설치해 다카오 주 오카야마 군의 관할로 했다. 2차 대전 후에 가오슝 현 옌차오 향으로 개편되어 현재에 이르고 있다.

## 교통
- 국도 1호선
- 국도 10호선

## 같이 보기
- 가오슝시